# Réserve ornithologique de Moseøya

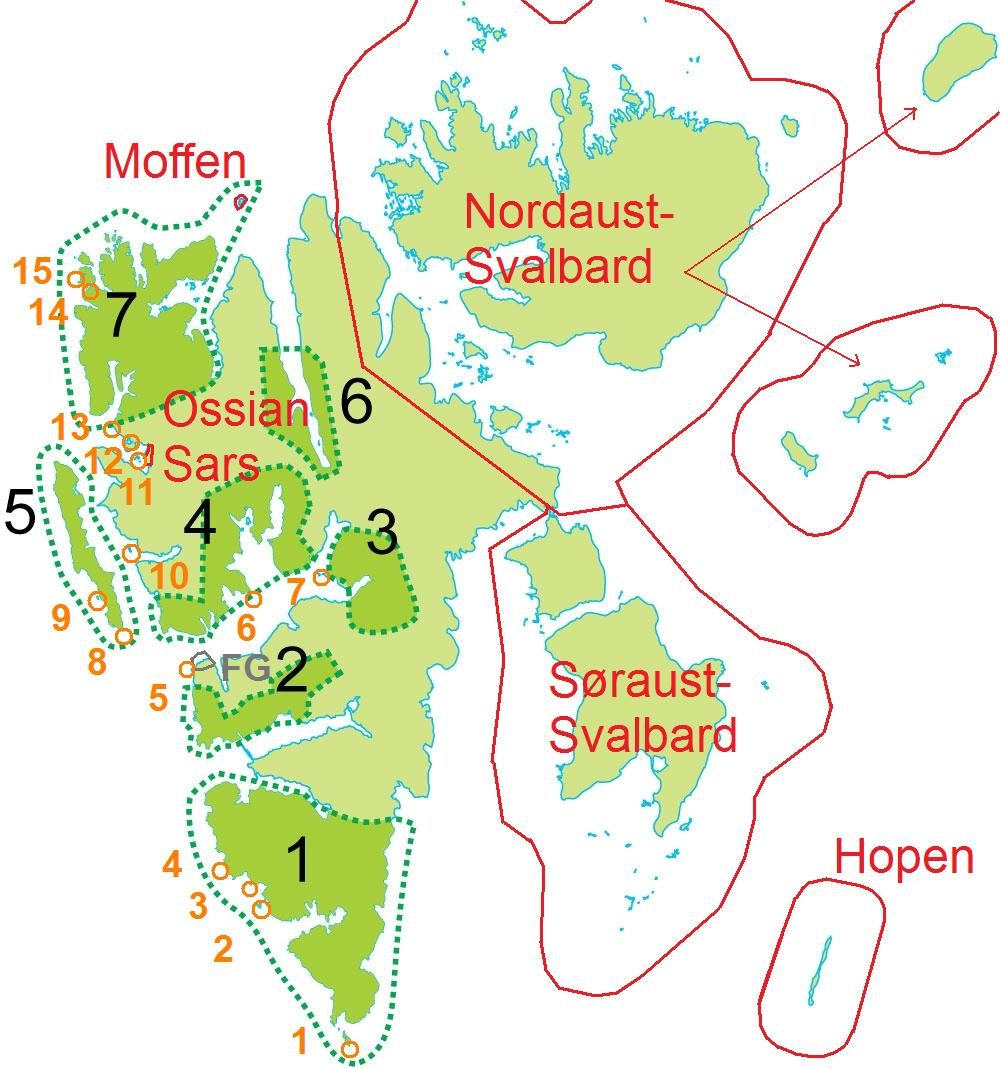
Carte des aires protégées au Svalbard, la réserve porte le numéro 14.

La réserve ornithologique de Moseøya est une réserve naturelle qui comprend Moseøya, une île située au milieu du canal Sørgattet séparant l'île de  Danskøya et la presqu'île de Reuschhalvøya, qui fait partie de la Terre d'Albert I  dans la partie nord-ouest du Spitzberg, au Svalbard. La réserve a été créée par décret royal le 1er juin 1973. La réserve a une surface de 1,4 km2.
Il y a de grandes populations d'espèces de  canards et d'oies sur l'île. Il est interdit de s'approcher à 300 mètres de la réserve, et plus particulièrement à l'époque où les oiseaux sont en train de couver afin d'éviter que les parents ne soient effrayés et que des oiseaux de proie ou des renards ne prennent les œufs.